# Чан Ми Ран
Чан Ми Ран (кор. 장미란?, 張美蘭?; 9 октября 1983 год) — южнокорейская тяжелоатлетка, член национальной сборной Южной Кореи. Чемпионка Олимпийских игр 2008 года в Пекине, серебряный призёр Олимпийских игр 2004 года. Четырёхкратная чемпионка мира 2005, 2006, 2007 и 2009. Выступала в весовой категории свыше 75 килограммов.

## Карьера
28 ноября 2009 года установила новый мировой рекорд в толчке — 187 кг. На Олимпийских играх 2012 года заняла 4-е место.

## Государственные награды
- Орден «За спортивные заслуги» 1 класса Республики Корея — орден Синего дракона (2009)[2]